# Прапор Хлібичина
Прапор Хлібичина — офіційний символ села Хлібичин, Коломийського району Івано-Франківської області, затверджений 27 січня 2023 р. рішенням сесії Заболотівської селищної ради.
Автори — А. Гречило та В. Косован.

## Опис
Квадратне полотнище, що складається із двох горизонтальних смуг — верхньої червоної та нижньої синьої (співвідношення їхніх ширин рівне 1:3), на червоній смузі жовтий буханець хліба, на синій смузі — жовта церковна дзвіниця.

## Значення символів
Церковна дзвіниця, яка первісно була оббита ґонтом, є дуже цікавою та самобутньою місцевою пам'яткою архітектури. Буханець хліба є символом добробуту та гостинності, а також вказує на одну з версій про походження назви села.